# Kranabstützplatte
Bei der Aufstellung von Kranen oder anderen Geräten im Hoch-, Tief-, Straßen-, Bahn- und Wasserbau kommen bei schlechtem Untergrund Kranabstützplatten zum Einsatz. Beim Einsatz von Baumaschinen oder Kranen ist eine falsche oder unzureichende Abstützung der Maschinen die häufigste Unfallursache. Ist der Boden zu weich oder zu empfindlich (z. B. auf Rasenflächen in Stadien), so dass die Abstützfüße des Krans nicht direkt aufgesetzt werden können, kommt es zum Einsatz dieser Platten. Die Kranabstützplatten sorgen für mehr Sicherheit, da die Punktlasten der Kranstützen über eine größere Fläche verteilt werden und so für einen geringeren Bodendruck sorgen. Dadurch wird der Untergrund geschont und die Bodenverdichtung verringert. Kranabstützplatten werden in erster Linie aus Kunststoff oder aus Stahl gefertigt.

## Gegenüberstellung Kranabstützplatten aus Kunststoff oder Stahl
| Kunststoff                                  | Stahl                      |
| ------------------------------------------- | -------------------------- |
| - handlich und leicht                       | - statisch exakt berechnet |
| - sehr kostengünstig                        | - geringes Eigengewicht    |
| - standsicher                               | - extrem belastbar         |
| - zäh und praktisch unzerbrechlich          | - als Brücke einsetzbar    |
| - sehr lange Lebensdauer                    | - variable Bodenpressung   |

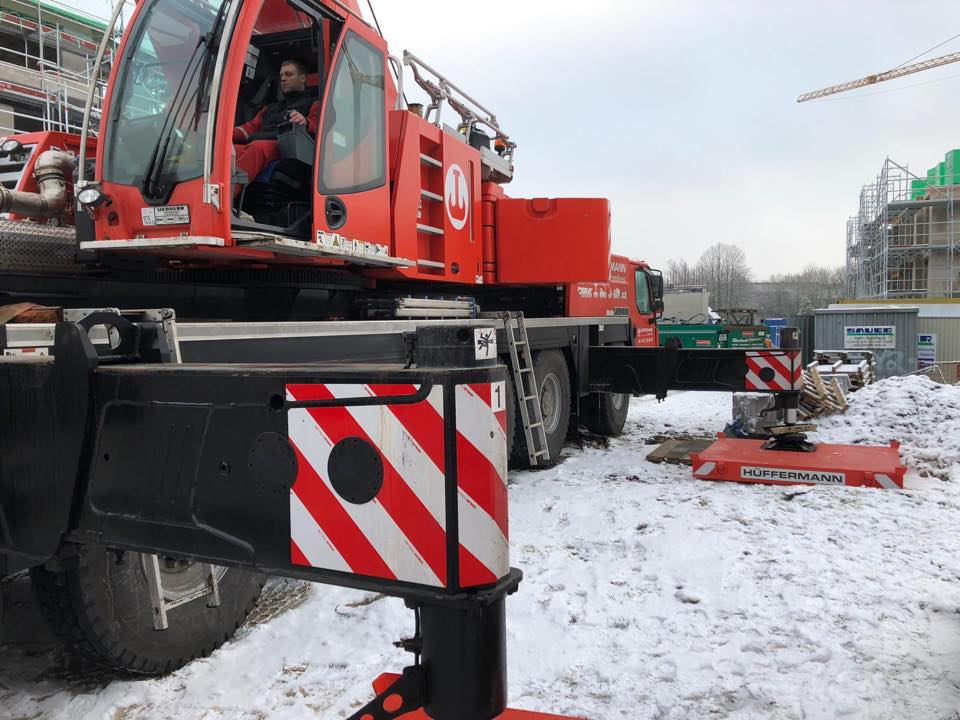
Einsatz von Kranabstützplatten der Firma Hüffermann

| - wasserabweisend, kein Rosten, kein Faulen | - höherer Stützdruck       |
| - splitterfest                              |                            |
| - geringerer Stützdruck                     |                            |

Viele Hersteller bieten Standardgrößen bei den Kranabstützplatten an. Aber eine Produktion nach individuellen Vorgaben auf Kundenwunsch ist auch immer möglich.